# 葛縷子
葛縷子，傘形科兩年生草本植物，原產於歐洲和西亞。其果实是一种香料，可用于烹调，也可以入药。

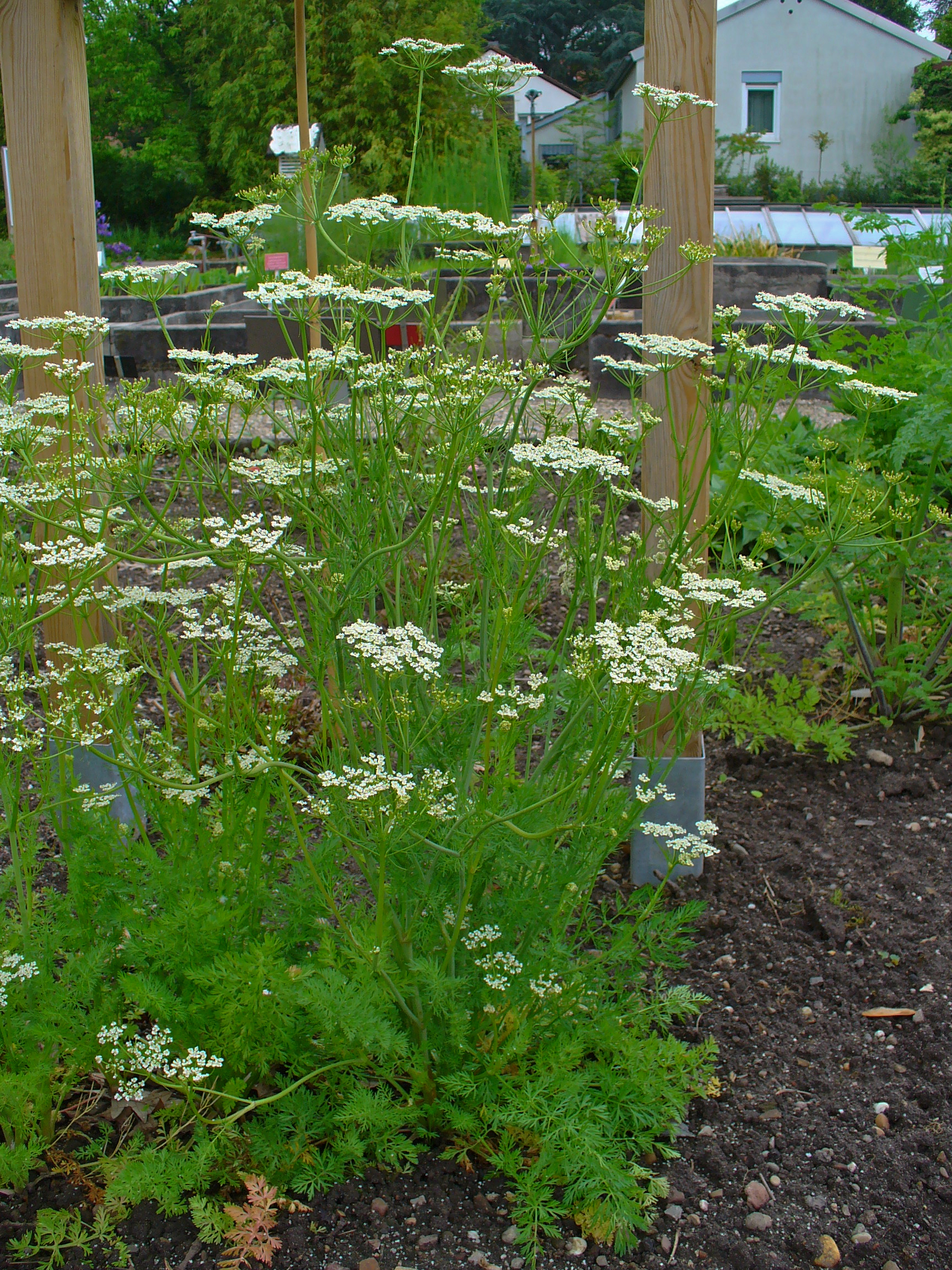
植株
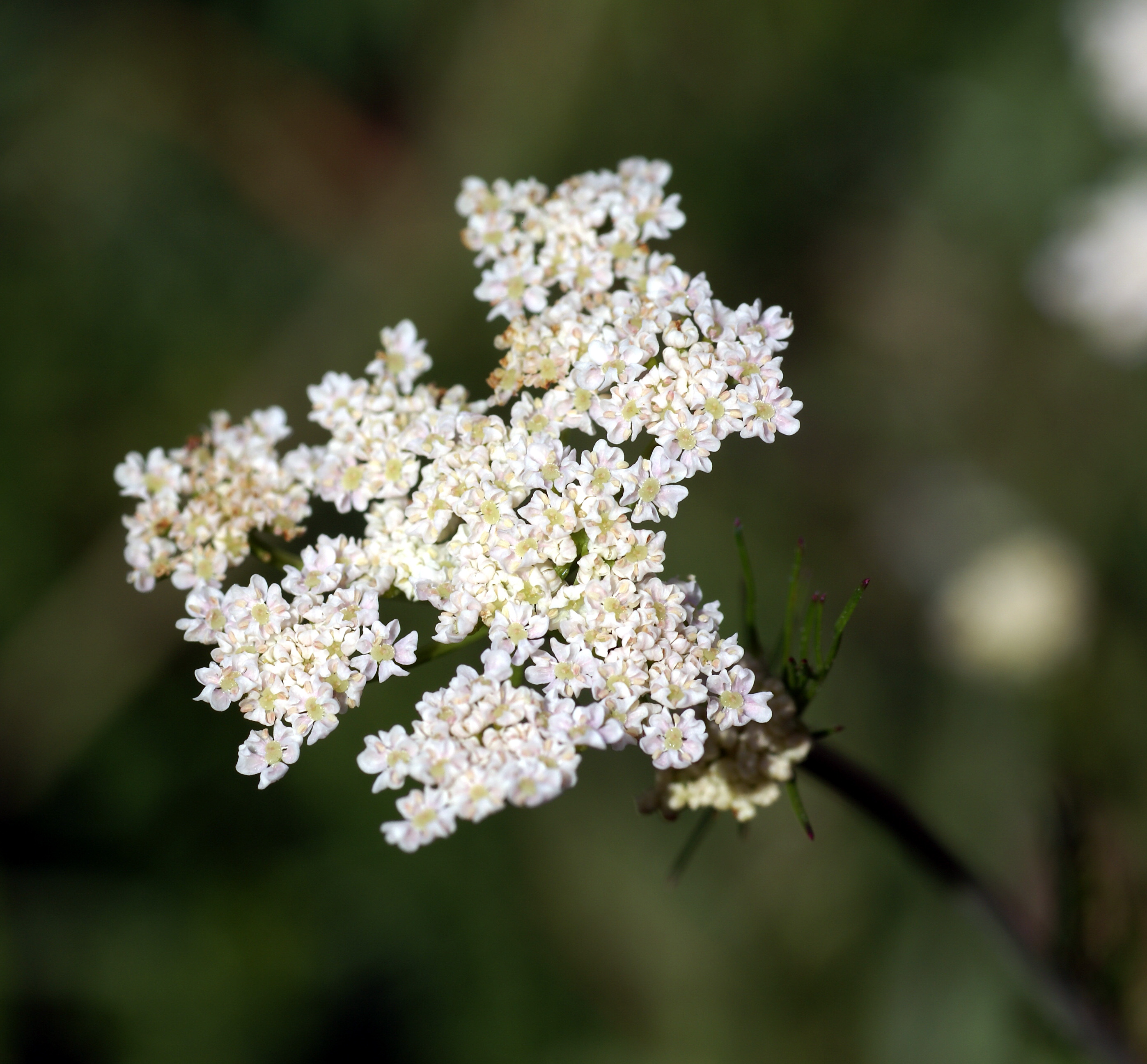
開花
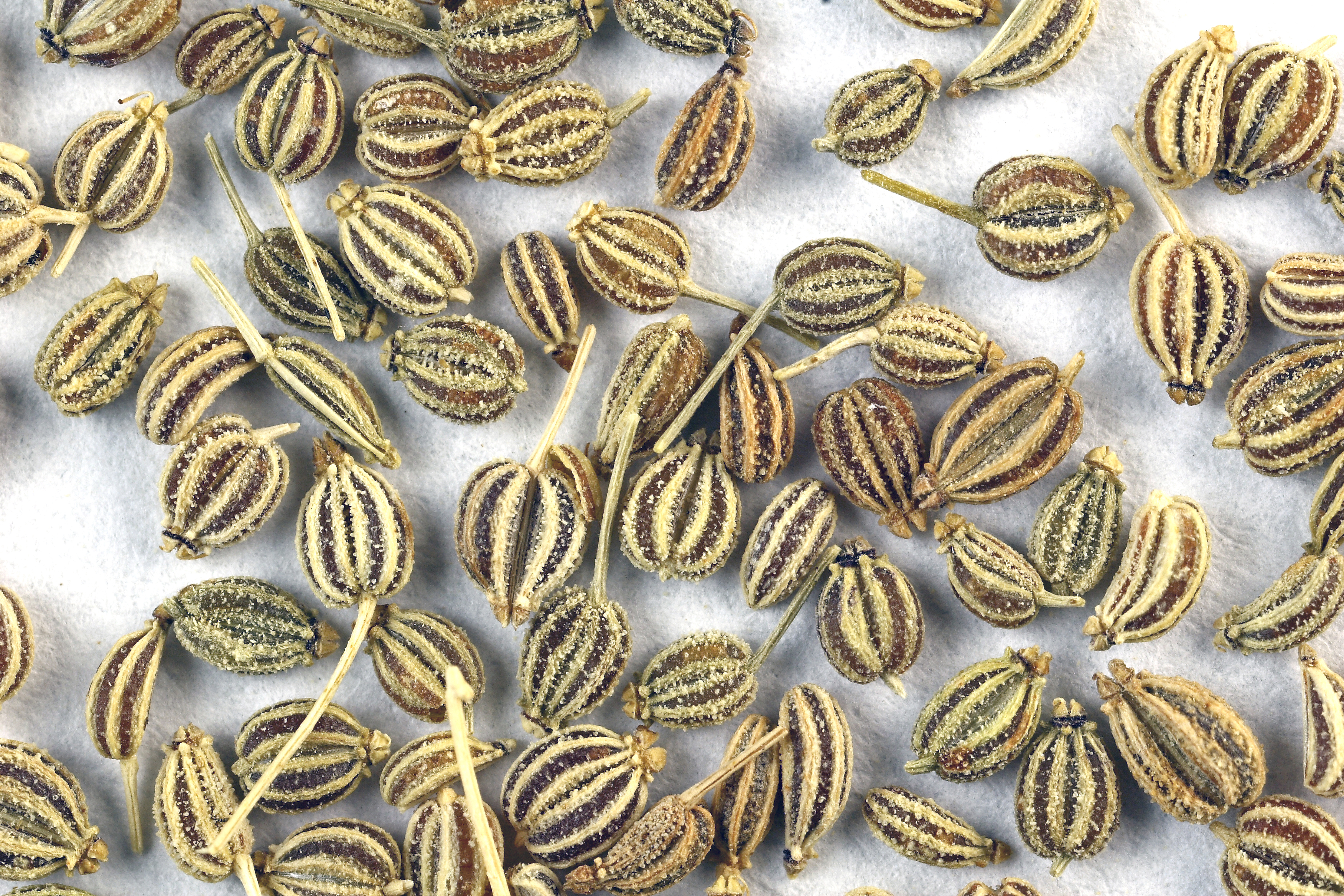
種子
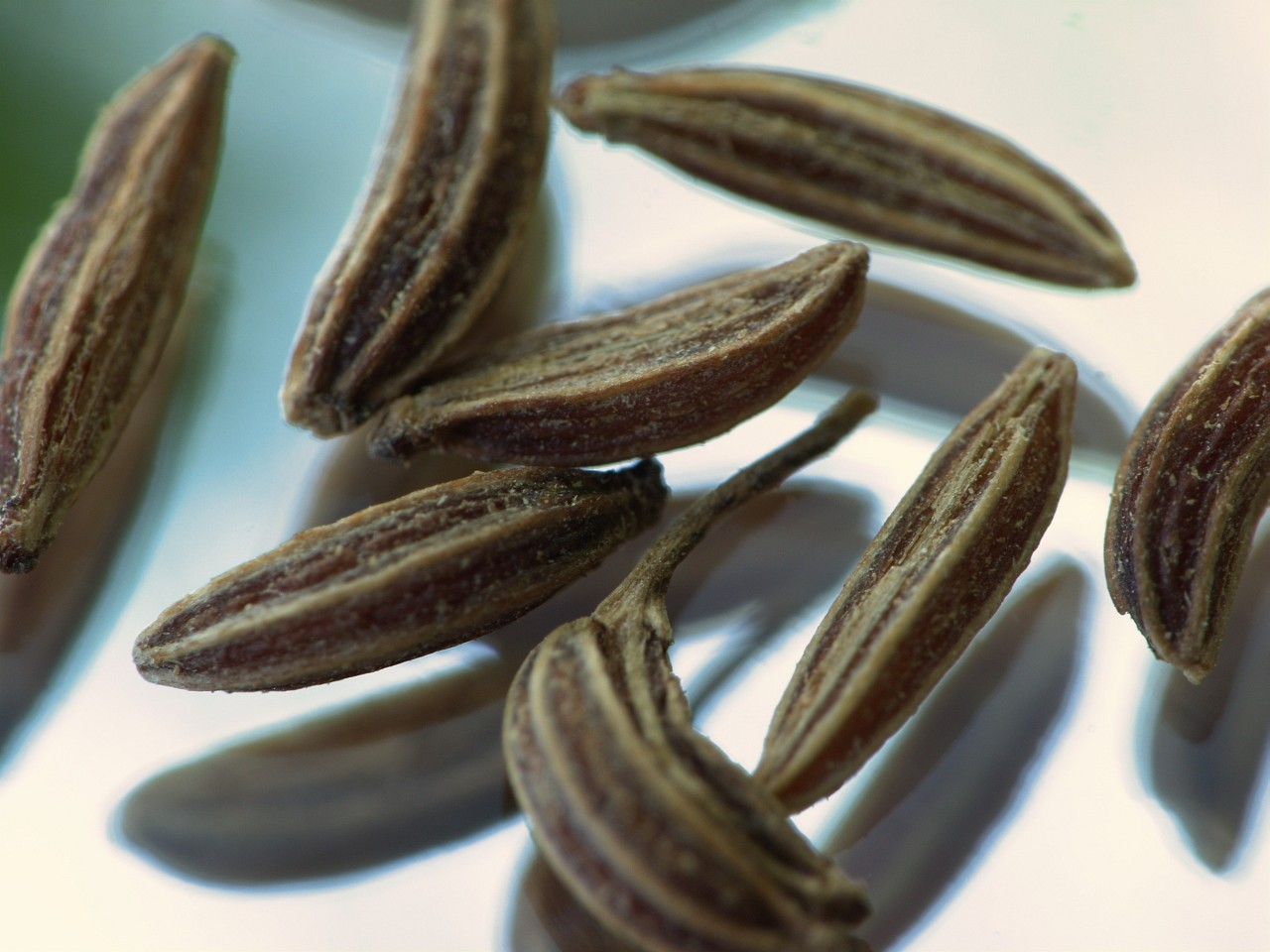
種子